# Andreas-Hofer-Platz
Der Andreas-Hofer-Platz ist ein Platz im ersten Grazer Stadtbezirk Innere Stadt. Der Platz im Randbereich des historischen Stadtzentrums hat eine komplexe Entstehungsgeschichte, seine heutige Größe erhielt er erst zu Beginn des 20. Jahrhunderts. Der Platz ist der zentrale Umsteigepunkt für Regionalbusse in der Steiermark, 20 Regionalbuslinien halten hier. Seit 1947 ist er nach dem Tiroler Freiheitskämpfer Andreas Hofer (1767–1810) benannt.

## Entwicklung

### Mittelalter – Kälbernes Viertel
Der heutige Andreas-Hofer-Platz liegt am Westrand des historischen Zentrums der Stadt Graz, unmittelbar am Ufer der Mur, welches erst in der zweiten Hälfte des 19. Jahrhunderts mit den heutigen, massiven Kaimauern (hier: Marburger Kai) befestigt wurde. Davor war das Flussbett breiter und flacher, der Fluss zugänglicher für Fischer und Flößer, durch Überschwemmungen aber auch bedrohlicher. Im Mittelalter verlief ein Nebenarm des Flusses im Bereich zwischen dem heutigen Andreas-Hofer-Platz und dem nördlich gelegenen Franziskanerplatz. Hier, außerhalb der mittelalterlichen Stadtmauern, siedelten sich neben anderen Handwerkern, die Wasser benötigten, auch Fleischer an, die den Fluss zum Waschen wie zur Abfallentsorgung nutzten. Aus dieser Tradition heraus enthielt der gesamte Bereich den Namen Kälbernes Viertel.

### Neuzeit – Karmelitinnenkloster & Fischplatz
Im frühen 17. Jahrhundert wurde das Kälberne Viertel in die neuerrichtete Stadtbefestigung miteinbezogen. Um 1620 entstand an seinem südlichen Ende das Neutor, nach Westen, zur Mur hin, eine Bastei. Am Murufer des Kälbernen Viertels stiftete Eleonora Gonzaga (1628–1686), die Ehefrau Kaiser Ferdinands III., ein Kloster der Unbeschuhte Karmelitinnen, das 1654 seiner Bestimmung übergeben wurde. Die Klosterkirche wurde 1660 geweiht. Vor dem Kloster lag ein kleiner Platz, der „Fischmarkt“ oder „Fischplatz“ genannt wurde und aus dem sich der heutige Andreas-Hofer-Platz entwickeln sollte. Nach einem schweren Hochwasser 1657 verlängerte man die Wehranlagen entlang des Murufers nach Norden, das Kloster wurde in die Stadtbefestigung miteinbezogen und ihm eine schmale Bastei am Flussufer vorgelagert. Anfänglich blieb der Zugang zum Fluss, der hier auch als Pferdeschwemme genutzt wurde, durch eine kleine Tür in der Kurtine erhalten, die jedoch aus Sicherheitsgründen bald blockiert wurde. Nachdem Joseph II. Graz zur „offenen Stadt“ erklärt hatte, setzte bald der sukzessive Abbruch der Stadtbefestigungen ein. Ein kleiner Teil der Wehrmauern blieb an einer Ecke des Andreas-Hofer-Platzes (Haus Nr. 3) erhalten, die Hausbesitzer hatten sich 1816 bereiterklärt, für die Erhaltung aufzukommen.
Am 12. Jänner 1782 wurde das Kloster von Joseph II. aufgelöst und die Kirche gesperrt, ihr Altar befindet sich heute in der Grabenkirche. Die Karmelitinnen ließen sich zwar 1836 erneut in der Stadt nieder (siehe Karmelitinnenkirche zum hl. Josef), ihr ehemaliges Kloster am Fischplatz war jedoch schon 1784 dem Militärärar überlassen worden. Zunächst diente die Anlage als Militär-Erziehungshaus, danach richtete die k. k. Militär-Monturs-Oeconomie-Commission darin ein „Monturdepot“ (Nr. 3) ein. Um 1850 wurde der Fischplatz durch Abbruch der Klostermauer vergrößert. Nach dem Ankauf der gesamten Liegenschaft durch die Stadt begann man im Mai 1914, den weit in den heutigen Andreas-Hofer-Platz ragenden Bauteil des Klostergebäudes samt der ehemaligen Kirche einzureißen. An dieser Stelle sollte bis Dezember 1915 ein Neubau der Handels- und Gewerbekammer entstehen. Der Erste Weltkrieg verhinderte das Bauvorhaben, das Projekt wurde später nicht wieder aufgenommen. Stattdessen hatte sich der nun „Fischmarkt“ genannte Platz weiter vergrößert. Ab 1858 wurde das Murufer an der Westseite des Platzes durch das Marburger Kai befestigt, seit 1883 ist der Andreas-Hofer-Platz hier über die „Albrechtsbrücke“ (heute Tegetthoffbrücke) auch an das westliche Murufer angebunden.

Historische Ansichten
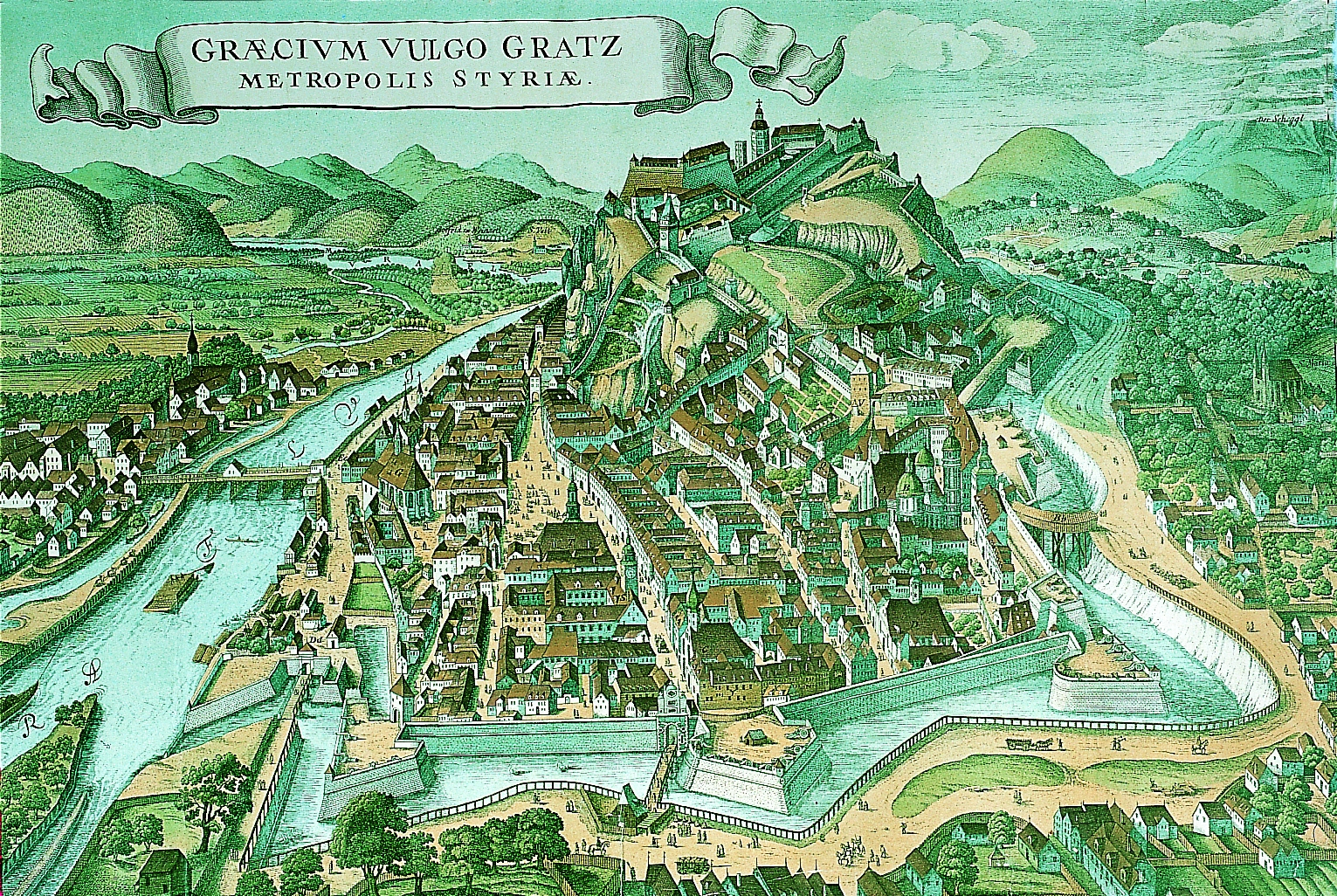
Graz vor 1657, Blick Richtung Norden. Links unten das Neutor, das Kälberne Viertel nördlich davon ist zur Mur noch offen, der Verlauf der mittelalterlichen Stadtmauer östlich davon erahnbar.
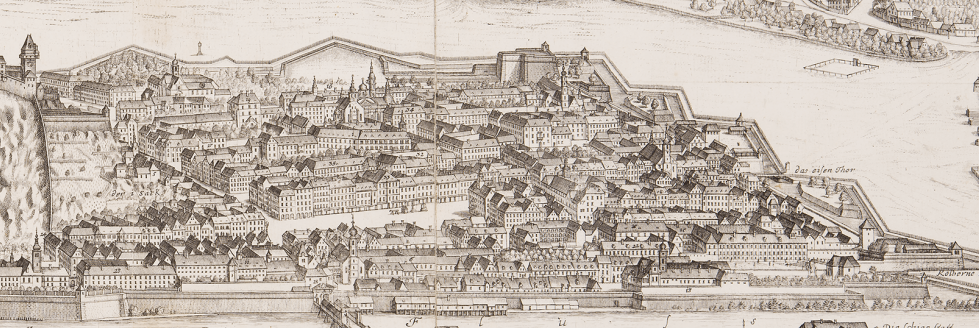
Die Grazer Innenstadt 1699, Blick Richtung Osten. Unten, mittig rechts, direkt am Flussufer, das Karmelitinnenkloster mit Fischplatz und Bastei.
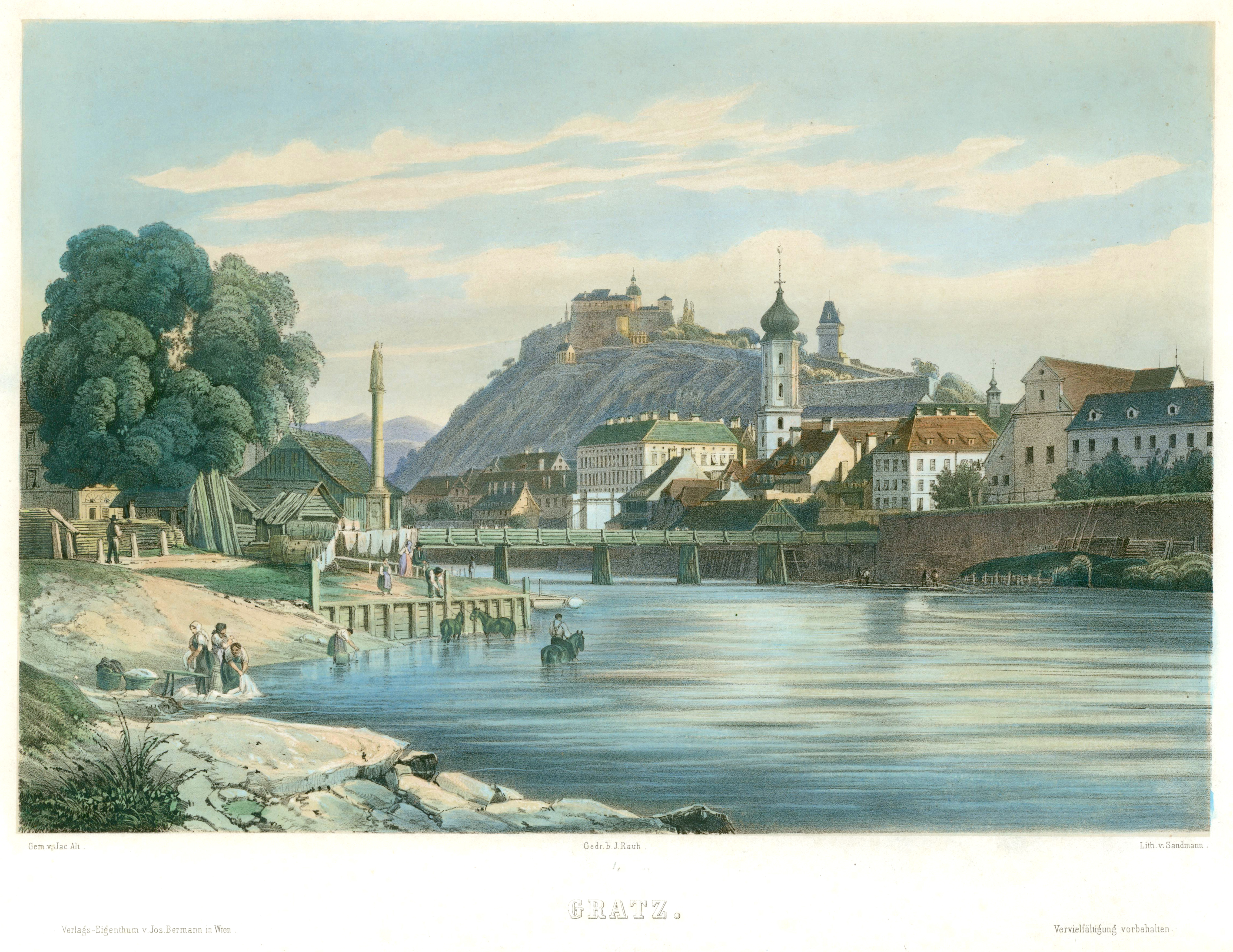
Blick muraufwärts um 1850, rechts die Kirche des Karmelitinnenklosters
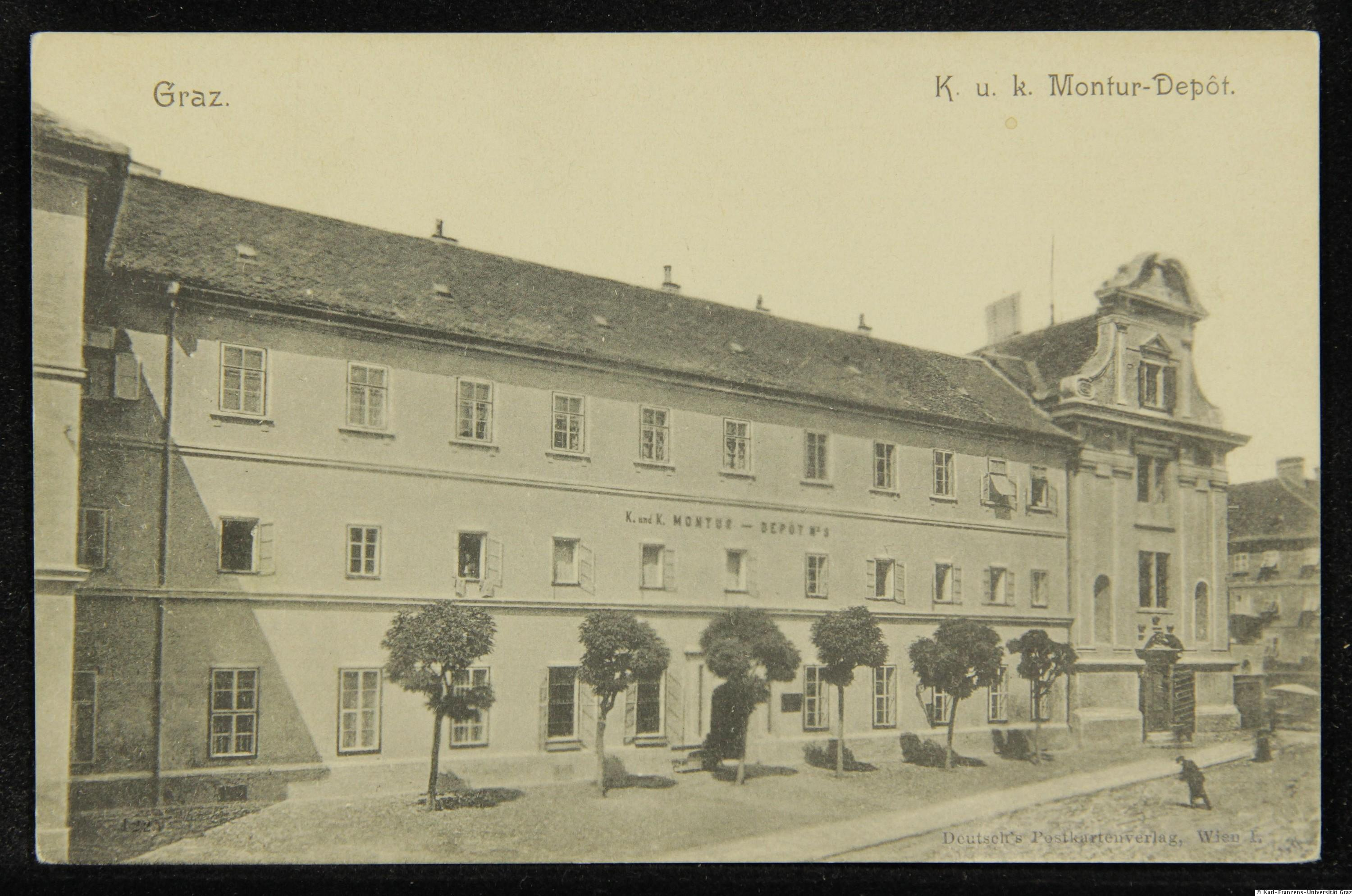
Das k. k. Monturdepot im ehemaligen Karmelitinnenkloster um 1900.
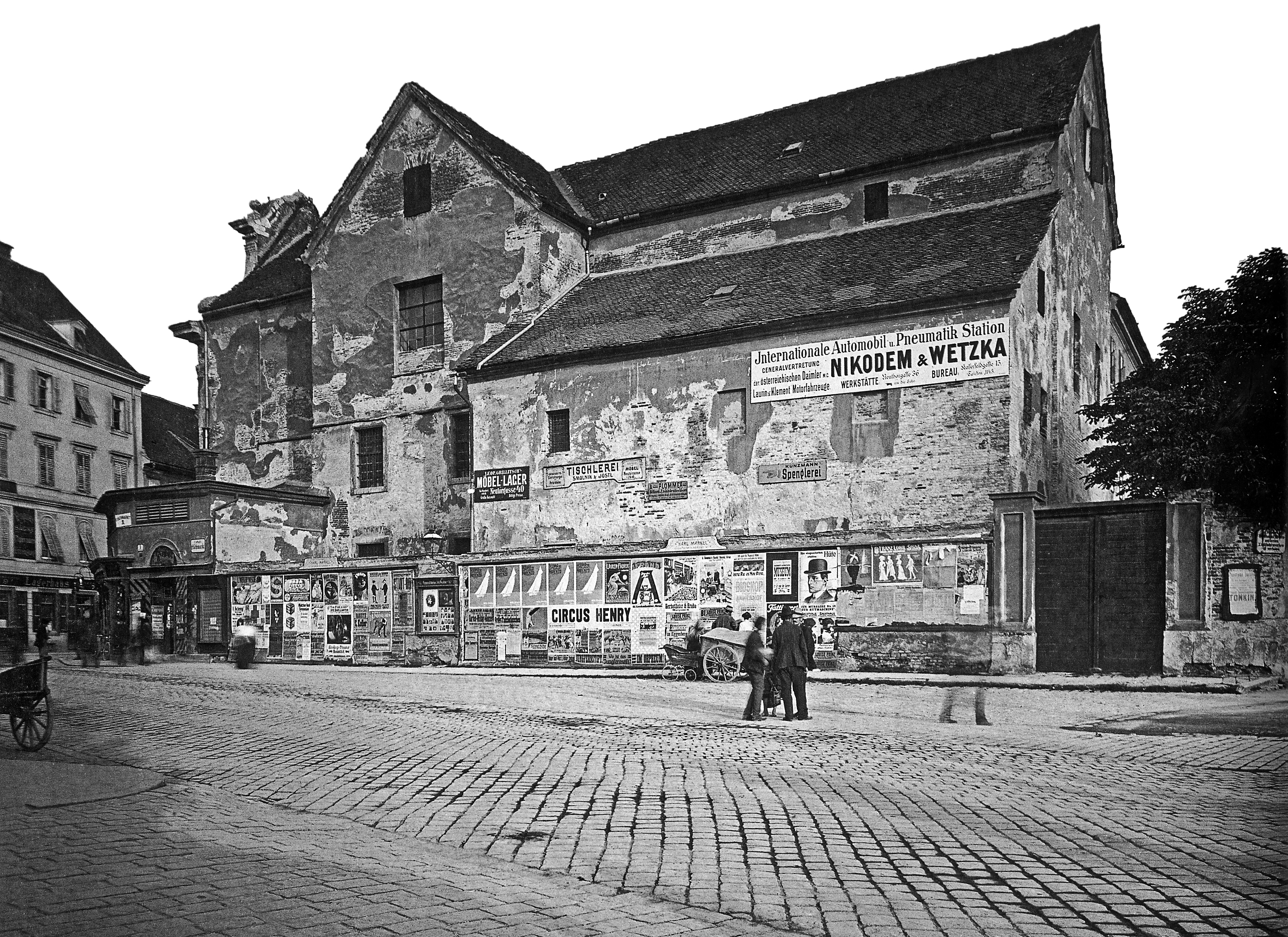
Der Fischmarkt und die baufällige ehemalige Klosterkirche kurz vor ihrem Abriss.

### Der Platz im 20. und 21. Jahrhundert

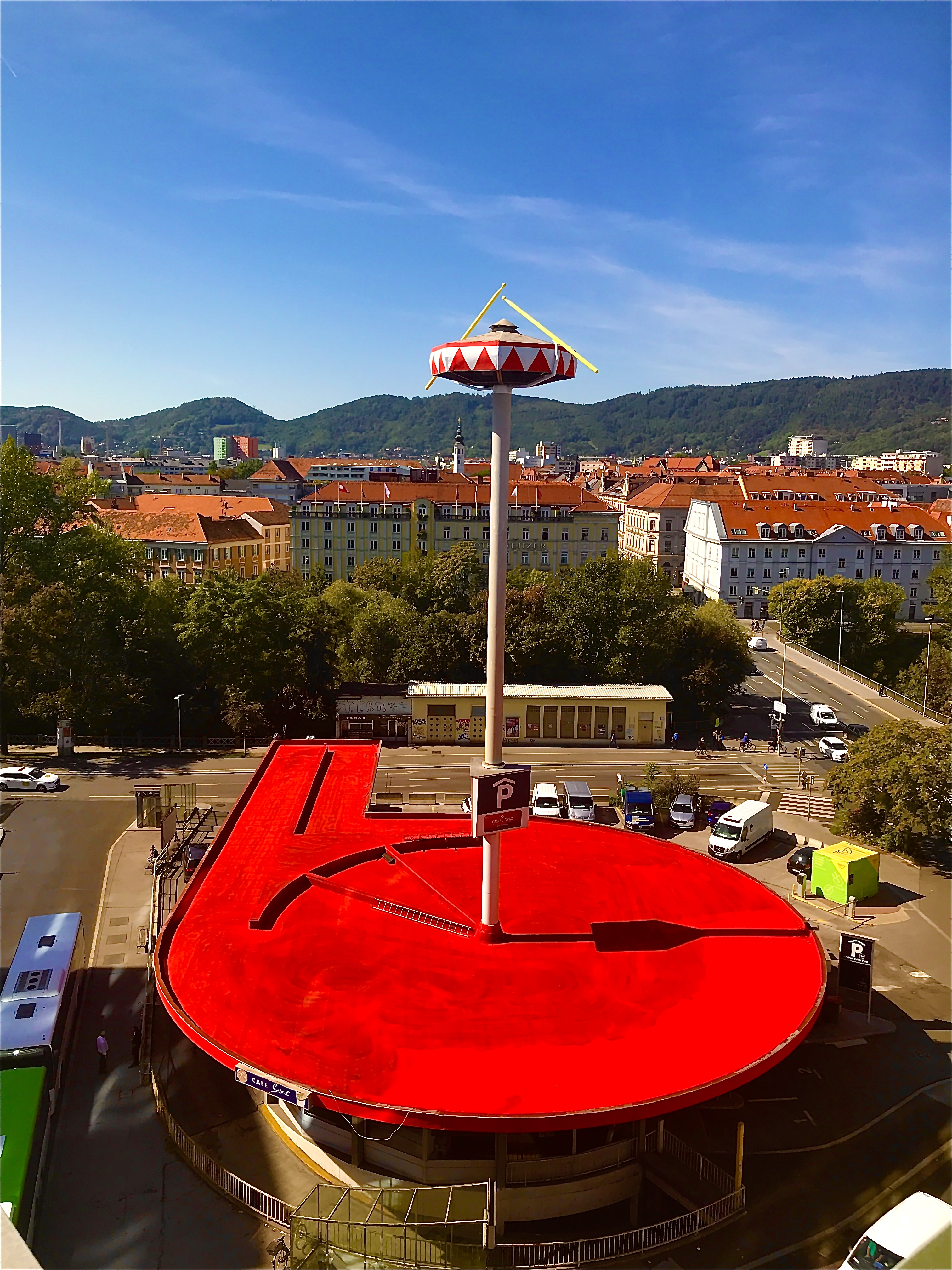
Der Pavillon aus den 60er-Jahren mit Lichttrommel

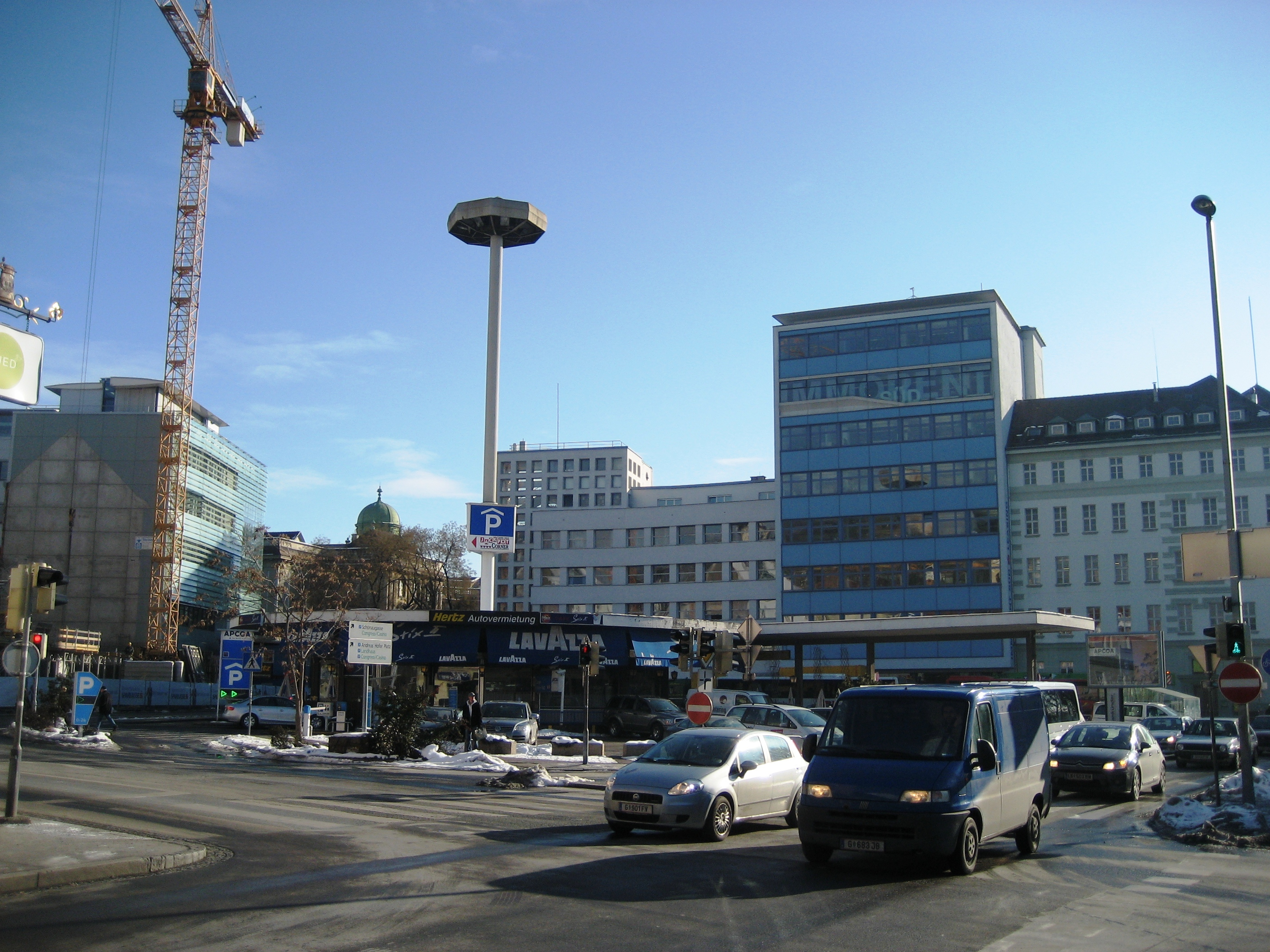
Der verkehrsreiche Andreas-Hofer-Platz heute

Der Abriss der ehemaligen Klostergebäude war erst im Jahr 1934 abgeschlossen, wobei der Platz weiterhin den Namen „Fischmarkt“ trug. Entsprechend dieser Entwicklung entstanden viele Bauten, die heute den Platz dominieren, erst im 20. Jahrhundert. Unter diesen ist besonders der Hauptsitz der Graz Holding zu nennen, welches in den Jahren 1930 bis 1935 als Entwurf des Architekten Rambald von Steinbüchel-Rheinwall errichtet wurde. Der Bau ist das einzige nennenswerte Beispiel für die Architektur der Klassischen Moderne in der Grazer Innenstadt. Ebenfalls aus der Zwischenkriegszeit stammt das ehemalige Post- und Telegraphenamt (Andreas-Hofer-Platz 19).
Nach dem Anschluss Österreichs wurde der Platz in „August-Assmann-Platz“ umbenannt, ehe er 1947 seinen heutigen Namen zu Ehren des Südtiroler Freiheitskämpfers Andreas Hofer (1767–1810) erhielt. Die Gründe für die Namenswahl sind unklar. In den 1960er Jahren kam es zu einer einschneidenden Umgestaltung der Fläche. Die damalige Stadtpolitik unter Bürgermeister Gustav Scherbaum war, dem Zeitgeist entsprechend, sehr darum bemüht, die Stadt zu modernisieren und für den Individualverkehr zu öffnen. So entstand am bzw. unter dem Andreas-Hofer-Platz 1965 die erste Tiefgarage von Graz. Das Bebauungs und Benutzungsrecht hatte damals der Mineralölkonzern Shell erworben, seit 2017 ist die Contipark Parkgaragengesellschaft der Betreiber. Oberirdisch gehören ein Pavillon mit Café, ein hochaufragender Lichtmast und umgebende Bushaltestellen und Parkplätze zu der Anlage. Das Ensemble, das damals als Ausdruck der Moderne galt, wird heute oft als Unschön empfunden, die Möglichkeit einer Umgestaltung ist regelmäßig Gegenstand von Diskussionen in Politik und Medien. Ein Neubau der (in ihrer heutigen Form) 1975 errichteten Tegetthoffbrücke, welcher auch eine Umgestaltung des Murufers am Andreas-Hofer-Platz beinhaltet hätte, scheiterte 2021 aus Kostengründen. Erschwert wird eine Umgestaltung dadurch, dass die Betreiber der Tiefgarage auch die Gestaltungshoheit über wesentliche Teile des Platzes innehaben. Diese versuchen ihrerseits, den Platz durch moderne Kunst zu attraktivieren. So diente die Garage 2021 als Ausstellungsraum im Rahmen des Designmonat Graz. Seit September 2021 ist der zentrale Lichtmast durch die Künstlerin Ada Kobusiewicz zu einer „Lichttrommel“ umgestaltet. In Anlehnung an den Roman „Die Blechtrommel“ von Günter Grass soll damit ein Zeichen gegen Ausgrenzung, Rassismus und Fremdenfeindlichkeit gesetzt werden.
Im Zuge der sogenannten „Straßenbahn-Innenstadtentlastung“ (Schaffung einer neuen Trasse neben jener über den stark frequentierten Hauptplatz) kam es schließlich zu umfangreichen Bauarbeiten am Andreas-Hofer-Platz sowie der angrenzenden Neutorgasse und der Tegethoffbrücke.

## Regionalbushaltestelle

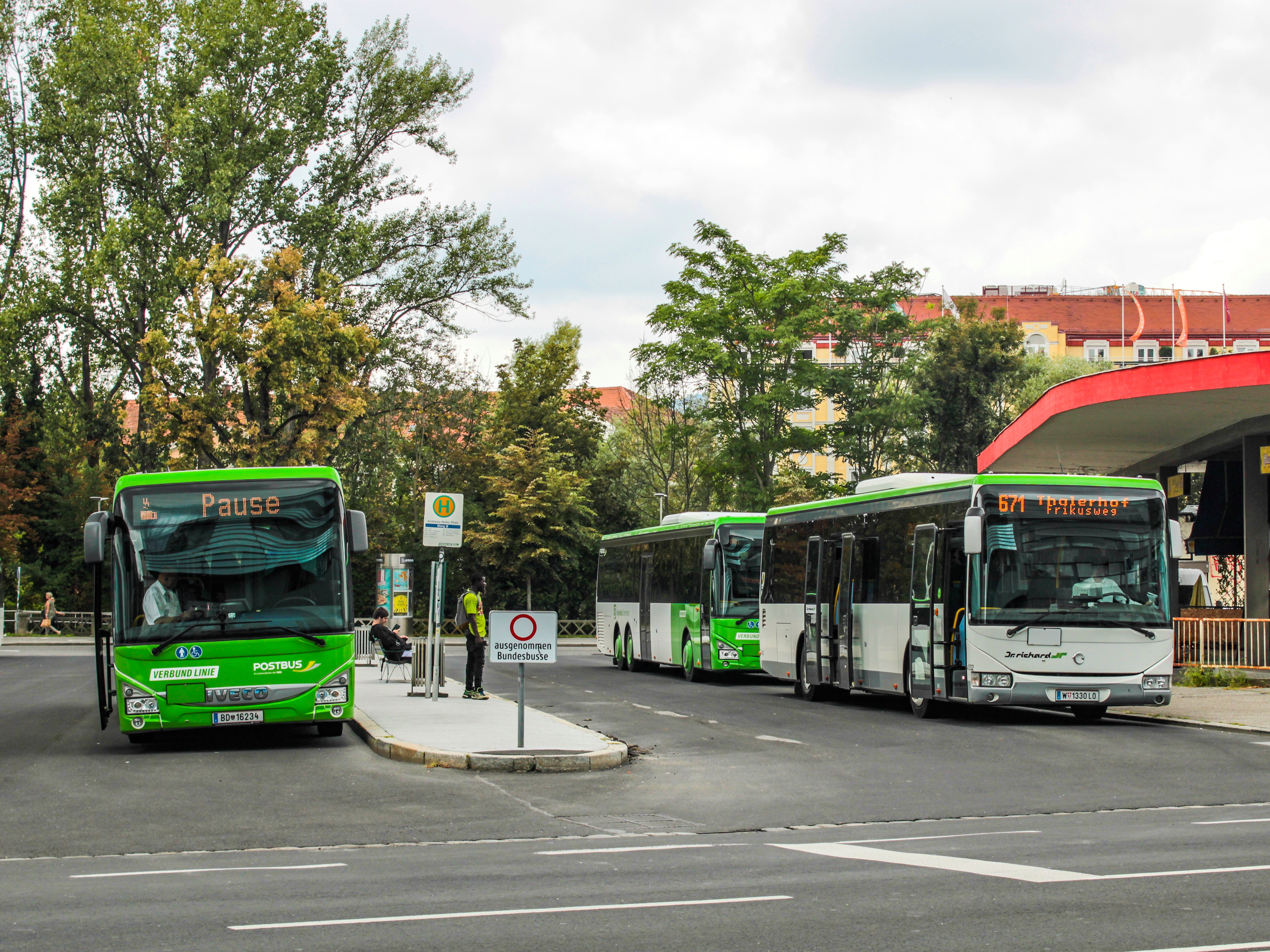
Busse von Postbus und Dr. Richard an der Regionalbushaltestelle

Mittig am Andreas-Hofer-Platz befindet sich der zentrale Umsteigepunkt für Regionalbusse. 20 Regionalbusse nach verschiedenen Destinationen halten hier.
| Linien          | Ziele                                  | Betreiber |
| --------------- | -------------------------------------- | --------- |
| /               | Graz Zanklstraße, Graz Zentralfriedhof |           |
| 200 / 201 / X20 | Weiz                                   |           |
| 250             | St. Radegund, Plenzengreith            |           |
| 300 / X30 / X31 | Hartberg                               |           |
| 352             | Eggersdorf                             |           |
| 350 / 351 / 420 | Gleisdorf                              |           |
| 470 / X40 / X41 | Fürstenfeld über Gleisdorf             |           |
| 500 / X50       | St. Stefan im Rosental                 |           |
| 650             | Gleinstätten                           |           |
| 671             | Thalerhof; Feldkirchen bei Graz        |           |
| X81             | Trofaiach, St. Michael                 |           |

## Liste bedeutender Bauten und Denkmäler
Für eine ausführlichere Beschreibung siehe die Liste der denkmalgeschützten Objekte in Graz.
| Name & Adresse                                                       | Bild | Kurzbeschreibung |
| -------------------------------------------------------------------- | ---- | --- |
| Mietshaus Andreas-Hofer-Platz 3                                      |      | An der murseitigen Fassade ist ein Rest der Stadtmauer sichtbar, eine Gedenktafel erinnert an das Versprechen der Hausbesitzer, diesen zu erhalten. |
| Mietshaus Andreas-Hofer-Platz 5                                      |      | Das denkmalgeschützte Gebäude wurde 1844 nach Plänen von Georg Hauberisser dem Älteren erbaut. Im Jahr 1912 erfolgte ein Umbau nach Entwürfen von Wilhelm Burgstaller und A. Zauer, die das Gebäude mit einer secessionistischen Fassade versahen.                                                 |
| Verwaltungs- und Bürogebäude der Holding Graz Andreas-Hofer-Platz 15 |      | Das denkmalgeschützte Gebäude wurde zwischen 1930 und 1935 nach Plänen von Rambald von Steinbüchel-Rheinwall (Architekt) und Hubert Gessner (Tragwerksplanung) erbaut. Es ist ein bemerkenswertes Beispiel für die Architektur der Klassischen Moderne in der österreichischen Zwischenkriegszeit. |
| Ehemaliges Post- und Telegraphenamt Andreas-Hofer-Platz 19           |      | Das denkmalgeschützte Gebäude wurde 1927 bis 1931 nach Plänen von Robert Haueisen errichtet. |